# NGC 7245
NGC 7245 ist ein offener Sternhaufen vom Trumpler-Typ II1p im Sternbild Eidechse am Nordsternhimmel. Er hat einen Winkeldurchmesser von 7 Bogenminuten, eine Helligkeit von +9,20 mag, ist zwischen 290 und 360 Millionen Jahren alt und von unserem Sonnensystem 11.000 Lichtjahre entfernt.
Entdeckt wurde das Objekt am 14. Oktober 1787 von William Herschel.